# Robert Seagren
Robert Seagren (Pomona, 17 de octubre de 1946) es un atleta estadounidense retirado, especializado en la prueba de salto con pértiga en la que llegó a ganar dos medallas, primero fue campeón olímpico en 1968 y subcampeón olímpico en 1972.

## Carrera deportiva
En los JJ. OO. de México 1968 ganó la medalla de oro en el salto con pértiga, y la de plata en los JJ. OO. de Múnich 1972 con un salto por encima de 5.40 metros, quedando en el podio tras el alemán Wolfgang Nordwig que con 5.50 metros batió el récord olímpico, y por delante de su compatriota estadounidense Jan Johnson (bronce con 5.35 m).